# 부탐발라구
부탐발라구(Butambala)는 우간다의 구로 행정 중심지는 곰베이며 면적은 405.6km2, 인구는 99,400명(2012년 기준)이다. 행정 구역상으로는 중부주에 속한다. 서쪽과 북서쪽으로는 곰바구, 북동쪽으로는 미티아나구, 동쪽과 남쪽으로는 음피기구, 남서쪽으로는 칼룽구구와 접한다.